# Kilrush
Kilrush (in irlandese: Cill Rois  che significa "chiesa dei boschi") è un centro abitato costiero del Clare, nell'Irlanda occidentale. Situato nei pressi della foce dello Shannon, Kilrush è elencato fra le Heritage Towns of Ireland ("Cittadine d'interesse").

## Storia
Sebbene Kilrush fosse già esistente nel XVI secolo, il centro abitato conobbe un significativo sviluppo solamente a partire dagli inizi del XIX secolo, su impulso della famiglia Vandeleur, in particolare di John Ormsby Vandeleur (1765-1828).

## Infrastrutture e trasporti
L'abitato tra il 1892 e il 1961 è stato collegato a Ennis ed altre località della contea del Clare dalla linea ferroviaria West Clare Railway.